# Hypanartia dione
Hypanartia dione is een vlinder uit de familie Nymphalidae. De wetenschappelijke naam van de soort is voor het eerst geldig gepubliceerd in 1813 door Pierre André Latreille.